# Hellborn
Hellborn ist ein Ortsteil der Gemeinde Renthendorf im Saale-Holzland-Kreis in Thüringen.

## Geografie
Hellborn liegt 330 m ü. NHN in einem Seitental der Roda. Die Gemarkung des Ortsteils, durch den die Kreisstraße 114 führt, ist stark kupiert. 2 km östlich des Ortskerns befindet sich die Anschlussstelle Lederhose (Thüringen) der Bundesautobahn 9.

## Geschichte
Die früheste urkundliche Erwähnung des Ortes ist für das Jahr 1400 nachgewiesen.
1825 wurde die Dorfkirche Hellborn neu erbaut.
Während heute nur noch vereinzelte bäuerliche Nebenerwerbsbetriebe existieren, war der primäre Erwerbszweig wie in den Jahrhunderten zuvor auch während der SBZ- und DDR-Zeit die Landwirtschaft, nun jedoch verbunden mit Enteignungen und Zwangskollektivierung. Aus der Hinterlassenschaft der LPG nutzt die Agrargenossenschaft Ottendorf e.G. bis heute einen Technikstützpunkt sowie eine Stallanlage.
Am 7. Mai 1990 wurde Hellborn in die Gemeinde Renthendorf eingegliedert.
Im Ortsteil befindet sich eine Motorradwerkstatt für Moto-Cross.